# Luigi Costanzo
Don Luigi Costanzo, noto anche come don Luigino Costanzo (Adami, 3 marzo 1886 – Decollatura, 23 luglio 1958), è stato un presbitero, pedagogista, poligrafo italiano.

## Biografia
Nato nella località Adami in una famiglia borghese di tradizioni risorgimentali, compì gli studi nel seminario di Nicastro, dove fu ordinato sacerdote il 22 settembre 1908. Nel 1910 venne nominato parroco di Adami. Nel 1918 passò a dirigere da rettore il seminario di Nicastro, dedicandosi contemporaneamente allo studio di riformatori religiosi, ad esempio Gioacchino da Fiore e Girolamo Savonarola, da lui ritenuti dei profeti. Ebbe contatti con i modernisti Ernesto Buonaiuti e Salvatore Minocchi e prestò attenzione al Movimento operaio nel quale militava suo fratello Rosarino.
Oppositore aperto del fascismo, nel 1925 si trasferì a Roma per lavorare con padre Semeria nell'Opera nazionale per gli orfani di guerra del Mezzogiorno d'Italia. Partecipò con padre Semeria alla nascita di una nuova congregazione religiosa. A Roma fu insegnante di religione, e per qualche tempo anche di storia, nel liceo Torquato Tasso. Ebbe, fra i suoi numerosi allievi, Ruggero Zangrandi, Giulio Andreotti, Vittorio Bachelet. Dopo la scomparsa di padre Semeria, nel 1931, preferì non collaborare con don Giovanni Minozzi, che riteneva non sufficientemente avversario del regime fascista.
Richiamato in Calabria nel 1942 dal vescovo di Nicastro, monsignor Giambro, all'inizio del 1944, venne chiamato dagli Alleati alla carica di provveditore agli studi per la provincia di Catanzaro. Nel 1947, tornò a Roma, ove rimase altri tre anni, ed ebbe frequenti contatti con uomini che erano al vertice della cultura italiana.  Ritornato in Calabria si stabilì a Nicastro, dove assunse la dignità di decano del capitolo della cattedrale e l'ufficio di vicario generale della diocesi. Ammalatosi di leucemia, continuò gli studi nel paese natale. Nel settembre 1957, su proposta del rettore dell'università di Napoli fu nominato membro della deputazione di storia patria della Calabria e Lucania. Si spense ad Adami il 23 luglio 1958.
A lui è intitolato il liceo scientifico di Decollatura.